# 奥野匡
奥野 匡（おくの ただし、1928年1月10日 - ）は、日本の俳優、元子役。東京都出身。身長166cm。血液型A型。希楽星所属。本名は奥野 滋。子役時代の芸名は奥野 匡志。

## 人物
昭和第一商業学校卒業。実家は神田錦町の貸席・錦橋閣。子役として舞台に出演していた弟がいる。
1938年、『四月尽』の新一役が初舞台。1947年に舞台芸術アカデミー卒業し、同年8月に文学座に入座。1964年1月に劇団NLTに入団。プロダクション・エムスリーを経て、長く脇役を務める（特撮ものでは博士役を多く演じている）。
2012年、『ライク・サムワン・イン・ラブ』で84歳にして映画初主演を果たした（同作品は第65回カンヌ国際映画祭コンペティション部門正式招待作品となった）。監督や共演者らとレッドカーペットの上を歩いたが「人生最初の海外旅行」と発言した。
また、受賞はならなかったが「80歳を過ぎてこんな経験をするなんて、びっくりするばっかり」と感想も述べた。

## 出演作品

### テレビドラマ

#### NHK
- 大河ドラマ
  - 赤穂浪士（1964年） - 大野郡右衛門
  - 竜馬がゆく（1968年） - 土佐藩監察役
  - 国盗り物語（1973年） - 和田惟政
  - 勝海舟（1974年） - 桂田玄道
  - 風と雲と虹と（1976年） - 検非違使別当
  - 花神（1977年）
  - 黄金の日日（1978年） - 織田有楽
  - 草燃える（1979年）
  - 獅子の時代（1980年） - 北海屋
  - 峠の群像（1982年） - 土屋相模守
  - 山河燃ゆ（1984年） - 田宮平九郎
  - 春の波涛（1985年） - 重役
  - 独眼竜政宗（1987年） - 花井義雄
  - 翔ぶが如く（1990年） - 山田
- 風雪 (テレビドラマ)（1964年） ‐ 徳川慶勝
- 日本の戦後
  - 第2回「サンルームの二時間 憲法GHQ案の衝撃」（1977年）
  - 第6回「くにのあゆみ 戦後教育の幕あき」（1977年）
  - 第10回「オペラハウスの日章旗 サンフランシスコ講和会議」（1978年）
- 土曜ドラマ
  - 松本清張シリーズ・たずね人（1977年） - 安井部長
  - 松本清張シリーズ・けものみち（1982年）
- 銀河テレビ小説
  - 新自由学校（1978年）
  - 総務部総務課山口六平太（1988年） - 窪田医師
- 七瀬ふたたび 第9話「危機」（1979年）
- 真田太平記（1985年） - 増田長盛
- 大石内蔵助 冬の決戦（1991年） - 小山良師
- 離婚同居（2010年） - 米澤和人
- だから荒野（2015年） - 篠崎達夫

#### 日本テレビ
- 無宿人別帳（1958年）
- 青春とはなんだ（1966年） - 服部
- でっかい青春（1968年） - 松山省二の父
- ゴールドアイ 第2話「脱獄12時間」(1970年）
- 火曜日の女シリーズ
  - 蒼いけものたち（1970年、 東宝）
  - 花は見ていた（1971年、ユニオン映画）
- 土曜日の女シリーズ
  - 闇に浮かぶ微笑み（1973年）
- 弥次喜多隠密道中 第5話「富士川騒動」（1971年）
- 太陽にほえろ!
  - 第43話「きれいな花にはトゲがある」（1973年） - 検事
  - 第77話「五十億円のゲーム」（1974年） - さくら銀行富士見支店長
  - 第141話「無実の叫び」（1975年） - 宮口武夫（弁護士）
  - 第189話「人形の部屋」（1976年） - 尾中薬品社長
  - 第346話「華麗なる証人」（1979年） - クラブの男
  - 第419話「禁じられた怒り」（1980年） - 中津新吾
  - 第464話「我がいとしき子よ」（1981年） - 田宮支配人
  - 第482話「ラッサ熱」（1981年） - 信用金庫支店長
  - 第492話「傷だらけの勲章」（1982年） - 東都銀行店長
  - 第538話「七曲署・1983」（1983年） - 西井賢三（東郷建設経理部長）
  - 第550話「俺はプロだ!」（1983年） - 早田裕一郎（代議士）
  - 第572話「青い鳥」（1983年） - 菅野社長
  - 第595話「マミー激走!」（1984年） - 東和ローン社長
  - 第620話「素晴らしき人生」（1984年） - 帝京薬品社長
  - 第645話「ラガーの華麗なプレー」（1985年） - 岩田会長
  - 第669話「刑事にだって秘密はある!」（1985年） - 高村敏也（明峰工業専務）
- 白い牙 第20話「暗黒街の刑事」（1974年）
- 伝七捕物帳 第124話「花の蕾の十八娘」（1976年、NTV）- 千草屋
- 前略おふくろ様 第2シリーズ 第14話（1977年） - 白鳥
- 気まぐれ本格派 第30話「兄貴がポックリ、死ンデレラ?!」（1978年）
- 熱中時代 第2シリーズ 第14話「北野先生をやめさせないで」（1980年） - 安川
- 幻之介世直し帖 第10話「狙われた愛の肖像」（1981年）
- 火曜サスペンス劇場
  - 誘拐ツアー（1982年）
  - 松本清張の交通事故死亡1名（1982年）
  - 突然の明日（1983年）
  - 再婚する女（1991年9月10日OA）
  - 森村誠一の音（1992年）
  - 正当防衛（1995年10月3日） - 真藤厚 役
  - 身辺警護
    - 1「『マルタイの女』」はスーパー売り上げ金強盗殺人のただ一人の目撃者」（1998年4月14日） - 川田社長
    - 5「骨つぼを持って真実を探し回る女、供述調書から消えた白い手袋の謎」（2000年5月9日） - 添田弁護士
- 銭形平次 第23話「五年ぶりの給金」（1987年） - 相模屋
- 刑事貴族2 第20話「悪い奴ら」（1991年）
- 黄金の豚-会計検査庁 特別調査課-（2010年）
- 高校生レストラン 第4話「まご茶漬」（2011年） - 老人

#### TBS
- ザ・ガードマン（TBS / 大映テレビ室）
  - 第13話「白昼の逃亡」（1965年） - 原田部長
  - 第48話「結婚の秘密」（1966年） - 刑事
  - 第90話「女は魔物か」（1966年） - 下村
  - 第115話「死を占う少女」（1967年） - 石田
  - 第129話「勲章は高くつく」（1967年）
- ウルトラシリーズ
  - ウルトラマン
    - 第5話「ミロガンダの秘密」（1966年） - 松尾博士（地質学者）
    - 第35話「怪獣墓場」（1967年） - 月ロケットセンター所員

  - 帰ってきたウルトラマン 第37話「ウルトラマン夕陽に死す」（1971年） - 医師
- 怪奇大作戦 第12話「霧の童話」（1968年） - 伊藤（村会議員）
- 柔道一直線 第18話「勝て! 勝て! 勝て!」（1969年） - 竹の子ホーム所長
- キイハンター 第142話「ハレンチ部隊全員集合」（1970年）
- 天皇の世紀（1971年） - 近衛忠煕
- ガッツジュン（1971年） - 海野教頭
  - 第5話「燃えろ闘魂」
  - 第6話「魔球Zシュート」
  - 第15話「太陽と勝負しろ!」
- シークレット部隊 第20話「暑い夏! 教授と生徒の狂った戦い」（1972年）
- 刑事くん 第3部 第53話「父と娘の旅」（1974年）
- バーディー大作戦
  - 第11話「真夏の海 殺しの請負業」（1974年）
  - 第25話「結婚サギ師の華麗な冒険」（1974年）
  - 第52話「豚の生体実験式」（1975年）
- 夜明けの刑事 第31話「学校の先生の秘密!!」（1975年）
- Gメン'75
  - 第16話「Gメン皆殺しの予告」（1975年） - 医師
  - 第253話「白バイに乗った暗殺者たち」（1980年） - 大聖病院外科医
  - 第259話「銭湯帰りのOL殺人事件」（1980年） - 特捜本部捜査員
- 岸辺のアルバム 第12話・第15話（1977年）  - 市の係員
- 腐蝕の構造 第1話（1977年） - 小宮山四郎
- 愛の劇場
  - 白衣の姉妹（1978年）
  - 秘密（1982年）
  - わが子よ 第3シリーズ（1983年）
  - 妻の旅立ち（1984年）
- 七人の刑事 第3シーズン
  - 第12話「爆破軍団」（1978年）
  - 第39話「黒人の首」（1979年）
  - 第55話「蝶が飛ぶとき・医大殺人事件」（1979年）
- たとえば、愛 第3話（1979年）
- 水中花 第9話「愛さらに遠く」（1979年）
- 不毛地帯（1979年） - 竹村少将
- 噂の刑事トミーとマツ
  - 第1シリーズ 第58話「七転八倒! トミマツの昇進試験」（1981年） - 金城巌
  - 第2シリーズ 第18話「死ぬゥ! 廃車場の人間スクラップ」（1982年） - 司会者
- 秘密のデカちゃん 第21話「ナヌ! 夫婦でダブル見合いだと?!」（1981年） - 宝石店社長
- 茜さんのお弁当（1981年） - 西崎
- ザ・サスペンス（1982年）
  - 女子大生危険な帰り道（1982年）
  - 消えたスクールバス（1982年）
  - 高2の体験（1982年）
  - 川崎探偵団（1983年）
- 婦警さんは魔女 第1話「必見! 日本の魔女」（1983年）
- 生きて行く私（1984年） ‐ 北原武夫の父
- 毎度おさわがせします 第3シリーズ 第14話「東京純愛倶楽部」（1987年）
- 水戸黄門
  - 第18部 第11話「姫様・馬子が瓜二つ -犬山-」（1988年11月21日） - 曽屋忠兵衛
  - 第20部 第6話「夢を叶えた夫婦花火 -吉田-」（1990年12月3日） - 小島良円
  - 第22部 第32話「会津名物夫婦下駄 -会津-」（1993年12月20日） - 三国屋
  - 第23部 第17話「娘涙の仇討悲願 -津山-」（1994年11月28日） - 吉野屋
  - 第24部 第23話「親子で競う山中塗り -大聖寺-」（1996年2月26日） - 津多屋
- 大岡越前
  - 第12部 第7話「妖女が嗤う世継ぎの謎」（1991年11月25日） - 平田邑石
  - 第13部 第19話「両刃が抉る復讐の謎」（1993年3月22日） - 筑紫屋
  - 第15部 第23話「辻斬りは拝領の太刀」（1999年2月22日） - 佐賀屋
- 江戸を斬るVIII 第10話「仇討ち悲願の若旦那」（1994年） - 泉州屋

#### フジテレビ
- フラワーアクション009ノ1 第7話「フランシーヌに愛をこめて」（1969年）
- 新三匹の侍 第9話「巡礼女の唄が聞える」（1970年） - 奥平主膳
- スペクトルマン 第57話「魔女グレートサタンの復活」、第58話「まぼろしの怪獣ゴルダ」（1972年） - 影山博士
- 魔人ハンター ミツルギ 第1話「宇宙忍者サソリ軍団をつぶせ!!」（1973年） - 徳川家康
- ロボット刑事 第11話「バドー基地の秘密!!」（1973年） - 山田社長
- 怪人二十面相 第22話「守れ! 僕らの雅子先生」（1977年）
- 大捜査線 第4話「傷ついた野獣」（1978年）
- 時代劇スペシャル / 怪盗鼠小僧といれずみ判官（1981年）
- 金曜女のドラマスペシャル
  - 結婚前夜-消えた殺人事件（1985年）
  - 波の殺意（1986年）
- 女ねずみ小僧（1989年） - 回船問屋・上総屋
- 世にも奇妙な物語 SMAPの特別編 「オトナ受験」（2001年） - 評論家
- 美女か野獣（2003年） - 野田克雄
- 東京DOGS（2009年） - 蒲田シゲオの祖父

#### テレビ朝日
- 特別機動捜査隊
  - 第158話「白い闘魚」（1964年）
  - 第216話「ある転落」（1965年）
  - 第443話「桃色の報酬」（1970年)　- 川地
  - 第460話「砂の墓」（1970年） - 川地
  - 第636話「ある夫婦のメロディー」 (1974年)　- 五井
  - 第658話「はみだした青春」（1974年） - 英彦
  - 第667話「失われた週末」（1974年)　- 津山
  - 第682話「何が彼女をそうさせたか」（1974年） - 部長
  - 第685話「暗黒街ひとりぼっち」（1974年) - 遠藤
  - 第720話「待っている女」（1975年） - 西原
  - 第731話「昭和枯れすすき」（1975年） - 寺門
  - 第736話「ガラスの橋」（1975年） - 森岡
  - 第760話「三億円エレジー」（1976年） - 大杉
  - 第767話「わたしは尼寺へ行きたい」 (1976年)　- 白鳥
  - 第792話「情念の女」（1977年） - 古川
- 鉄道公安36号 第89話「愛憎の交差点」（1965年）
- 白い巨塔（1967年） - 佐々木信平
- 人形佐七捕物帳 第1話「江戸一番のいい男」（1971年） - 番頭喜兵衛
- 大忠臣蔵（1971年） - 関三郎兵衛
- 仮面ライダーシリーズ
  - 仮面ライダー 第36話「いきかえったミイラ怪人エジプタス」（1971年） - 剛田博士
  - 仮面ライダーX 第14話「アポロガイスト くるい虫地獄」（1974年） - 青田博士
- 腐蝕の構造（1977年） - 小宮山四郎博士
- イナズマンF 第4話「謎の飛行船? 宇宙へ!!」（1974年） - 梶本光治
- 右門捕物帖 第12話「復讐」（1974年）
- 破れ傘刀舟悪人狩り 第2話「鉄砲傷が呼んでいる」（1974年） - 玄庵
- 新・二人の事件簿 暁に駆ける 第1話「野獣・海を渡る」（1976年）
- 特捜最前線
  - 第11話「傷だらけの兄弟愛」（1977年）
  - 第28話「恐喝 にせ女子大生日記」（1977年）
  - 第67話「判決II・自白を翻した女!」（1978年）
  - 第104話「帰ってきたスキャンダル刑事! II」（1979年）
  - 第161話「復讐II 5億円が舞い散る時!」（1980年）
  - 第189話「犯罪紳士録に載っている男!」（1980年）
  - 第274話「恐怖の診察台!」（1982年）
  - 第314話「妻たちの犯罪日誌!」（1983年）
- 虹子の冒険（1980年）
- ザ・ハングマンシリーズ
  - ザ・ハングマン（1981年）
    - 第12話「高速道路にコンクリート詰め」 - 大臣
    - 第49話「強奪一億円 召し上げ作戦」 - 東亜機械工業社長

  - ザ・ハングマンII 第27話「癌殺人の恐怖!! 人体実験の女を救え」（1982年） - 大森健太（東都医科大学学長）
- 文吾捕物帳 第2話「濡れた役者絵」（1981年）
- 土曜ワイド劇場
  - 「松本清張の寒流」（1983年）
  - 「伊勢志摩 密封死体の女」（1992年） - 堀井太刀郎
  - 「火車」（1994年） - 今井四郎
- 月曜ドラマスペシャル / ママ母 VS ママ娘（1986年）
- 七人の女弁護士 第1シリーズ 第3話「古都金沢・加賀友禅殺人事件 罠に落ちた人妻」（1991年）

#### テレビ東京
- プレイガールシリーズ
  - プレイガール
    - 第29話「女度胸の見せどころ」（1969年）
    - 第51話「女は体で勝負する」（1970年）

  - プレイガールQ
    - 第5話「ハイティーン残酷私刑」（1974年） - 古川
    - 第27話「女は裸で奇々怪々」（1975年） - 橋爪純一
    - 第64話「女の勝負は裸で迫る」（1976年） - 佐賀
- 日本怪談劇場 第11話「怪談 耳なし芳一」（1970年）- 寺男半吾
- 大江戸捜査網
  - 第16話「喧嘩渡世命売ります」（1971年）
  - 平成版 第2シリーズ 第23話「浮世絵は殺しの匂い」（1992年） - 堀田備中守
- 高校教師 第2話「同棲なんて知らない」（1974年）
- バトルホーク 第5話「平和を砕く鉄の爪」、第6話「紅鬼を打ち倒せ!」（1976年） - 湯浅博士
- ザ・スーパーガール 第1話「7人のセクシーギャルが今“激的に”」（1979年）
- そば屋梅吉捕物帳 第14話「黒い十手に悪の華」（1979年） - 稲葉

### 映画
- 鏡の中の野心（1972年）
- 恍惚の人（1973年）
- 野獣死すべし（1974年） - 水野志津男
- 幻の湖（1982年）
- 小説吉田学校（1983年）
- 龍飛岬 （1988年） - 里見良太郎
- 釣りバカ日誌2（1989年） - 中澤
- JINGI 仁義（1991年） - 砂川明治
- 平成金融道（2000年） - 井上新吉
- 釣りバカ日誌イレブン（2000年）
- 恋人はスナイパー（2004年）
- 玄海組血風録 外道の群れ（2004年）- 箕島五郎(箕島組先代組長・関東双和連合最高顧問)
- みたまを継ぐもの（2009年）
- ディア・ドクター（2009年） - 山岡辰夫
- キツツキと雨（2012年2月11日）
- ライク・サムワン・イン・ラブ Like Someone in Love （2012年） - 主演・土肥たかし
- 繕い裁つ人（2015年1月31日）
- 空人（2015年） - 主演・橋本勝雄
- すべての夜を思いだす（清原惟監督、2024年3月2日）[10]

### 舞台
- 四月尽（1938年、文学座） - 新一[7]
- 富島松五郎伝（1942年、文学座） - 敏雄[5]
- 喜びの琴（日生劇場） - 警察官
- シラノ・ド・ベルジュラック（日生劇場）
- 椿姫（日生劇場） - 椿姫の友人
- 駝鳥の卵 - 父親
- 動物園物語 - 中年紳士
- 四月盡
- ドラキュラ（西武劇場） - 父親
- 花咲ける騎士道（帝国劇場） - 司令官
- アマデウス（ル テアトル銀座 by PARCO） - 宮廷楽長

### PV
- flumpool

### CM
- 藤和不動産